# 12. etape af Giro d'Italia 2020
12. etape af Giro d'Italia 2020 var en 204 km lang middel bjergetape, som blev kørt den 15. oktober 2020 med både start og mål i Cesenatico.

## Resultater

### Etaperesultat
| \| Etaperesultat \| Etaperesultat \| Etaperesultat \| Etaperesultat \| Etaperesultat \| \| Rytter \| Rytter \| Hold \| Tid \| \| \| ------------- \| ------------------ \| --------------------------- \| ------------- \| ------------- \| \| 1. \| Jhonatan Narváez \| Ineos Grenadiers \| 5t 31' 24" \| \| \| 2. \| Mark Padun \| Bahrain McLaren \| + 1' 08" \| \| \| 3. \| Simon Clarke \| EF Pro Cycling \| + 6' 50" \| \| \| 4. \| Joey Rosskopf \| CCC Team \| + 7' 30" \| \| \| 5. \| Simon Pellaud \| Androni Giocattoli-Sidermec \| + 7' 43" \| \| \| 6. \| Brandon McNulty \| UAE Team Emirates \| + 8' 25" \| \| \| 7. \| Patrick Konrad \| Bora-Hansgrohe \| + 8' 25" \| \| \| 8. \| Ruben Guerreiro \| EF Pro Cycling \| + 8' 25" \| \| \| 9. \| João Almeida \| Deceuninck-Quick Step \| + 8' 25" \| \| \| 10. \| Tao Geoghegan Hart \| Ineos Grenadiers \| + 8' 25" \| \| |                    |                             |            |
| |                    |                             |            |
| Kilde: ProCyclingStats |                    |                             |            |
| Etaperesultat |                    |                             |            |
| Rytter | Rytter             | Hold                        | Tid        |
| 1. | Jhonatan Narváez   | Ineos Grenadiers            | 5t 31' 24" |
| 2. | Mark Padun         | Bahrain McLaren             | + 1' 08"   |
| 3. | Simon Clarke       | EF Pro Cycling              | + 6' 50"   |
| 4. | Joey Rosskopf      | CCC Team                    | + 7' 30"   |
| 5. | Simon Pellaud      | Androni Giocattoli-Sidermec | + 7' 43"   |
| 6. | Brandon McNulty    | UAE Team Emirates           | + 8' 25"   |
| 7. | Patrick Konrad     | Bora-Hansgrohe              | + 8' 25"   |
| 8. | Ruben Guerreiro    | EF Pro Cycling              | + 8' 25"   |
| 9. | João Almeida       | Deceuninck-Quick Step       | + 8' 25"   |
| 10. | Tao Geoghegan Hart | Ineos Grenadiers            | + 8' 25"   |

### Klassement efter etapen
| \| Samlede stilling \| Samlede stilling \| Samlede stilling \| Samlede stilling \| Samlede stilling \| \| Rytter \| Rytter \| Hold \| Tid \| \| \| ---------------- \| ------------------ \| --------------------- \| ---------------- \| ---------------- \| \| 1. \| João Almeida \| Deceuninck-Quick Step \| 49t 21' 46" \| \| \| 2. \| Wilco Kelderman \| Team Sunweb \| + 34" \| \| \| 3. \| Pello Bilbao \| Bahrain McLaren \| + 43" \| \| \| 4. \| Domenico Pozzovivo \| NTT Pro Cycling \| + 57" \| \| \| 5. \| Vincenzo Nibali \| Trek-Segafredo \| + 1' 01" \| \| \| 6. \| Patrick Konrad \| Bora-Hansgrohe \| + 1' 15" \| \| \| 7. \| Jai Hindley \| Team Sunweb \| + 1' 19" \| \| \| 8. \| Rafał Majka \| Bora-Hansgrohe \| + 1' 21" \| \| \| 9. \| Fausto Masnada \| Deceuninck-Quick Step \| + 1' 36" \| \| \| 10. \| Jakob Fuglsang \| Astana \| + 2' 20" \| \| |                    |                       |             |
| |                    |                       |             |
| Kilde: ProCyclingStats |                    |                       |             |
| Samlede stilling |                    |                       |             |
| Rytter | Rytter             | Hold                  | Tid         |
| 1. | João Almeida       | Deceuninck-Quick Step | 49t 21' 46" |
| 2. | Wilco Kelderman    | Team Sunweb           | + 34"       |
| 3. | Pello Bilbao       | Bahrain McLaren       | + 43"       |
| 4. | Domenico Pozzovivo | NTT Pro Cycling       | + 57"       |
| 5. | Vincenzo Nibali    | Trek-Segafredo        | + 1' 01"    |
| 6. | Patrick Konrad     | Bora-Hansgrohe        | + 1' 15"    |
| 7. | Jai Hindley        | Team Sunweb           | + 1' 19"    |
| 8. | Rafał Majka        | Bora-Hansgrohe        | + 1' 21"    |
| 9. | Fausto Masnada     | Deceuninck-Quick Step | + 1' 36"    |
| 10. | Jakob Fuglsang     | Astana                | + 2' 20"    |

#### Pointkonkurrencen
| Pointkonkurrence | Pointkonkurrence | Pointkonkurrence            | Pointkonkurrence | Pointkonkurrence |
| Rytter           | Rytter           | Hold                        | Point            |                  |
| ---------------- | ---------------- | --------------------------- | ---------------- | ---------------- |
| 1.               | Arnaud Démare    | Groupama-FDJ                | 220 point        |                  |
| 2.               | Peter Sagan      | Bora-Hansgrohe              | 184 point        |                  |
| 3.               | Filippo Ganna    | Ineos Grenadiers            | 51 point         |                  |
| 4.               | João Almeida     | Deceuninck-Quick Step       | 43 point         |                  |
| 5.               | Davide Ballerini | Deceuninck-Quick Step       | 40 point         |                  |
| 6.               | Álvaro Hodeg     | Deceuninck-Quick Step       | 39 point         |                  |
| 7.               | Simon Pellaud    | Androni Giocattoli-Sidermec | 38 point         |                  |
| 8.               | Andrea Vendrame  | AG2R La Mondiale            | 37 point         |                  |
| 9.               | Jhonatan Narváez | Ineos Grenadiers            | 36 point         |                  |
| 10.              | Marco Frapporti  | Vini Zabù-Brado-KTM         | 36 point         |                  |

#### Bjergkonkurrencen
| Bjergkonkurrence | Bjergkonkurrence     | Bjergkonkurrence            | Bjergkonkurrence | Bjergkonkurrence |
| Rytter           | Rytter               | Hold                        | Point            |                  |
| ---------------- | -------------------- | --------------------------- | ---------------- | ---------------- |
| 1.               | Ruben Guerreiro      | EF Pro Cycling              | 84 point         |                  |
| 2.               | Giovanni Visconti    | Vini Zabù-Brado-KTM         | 76 point         |                  |
| 3.               | Filippo Ganna        | Ineos Grenadiers            | 45 point         |                  |
| 4.               | Jonathan Castroviejo | Ineos Grenadiers            | 45 point         |                  |
| 5.               | Jonathan Caicedo     | EF Pro Cycling              | 40 point         |                  |
| 6.               | Simon Pellaud        | Androni Giocattoli-Sidermec | 39 point         |                  |
| 7.               | Matthew Holmes       | Lotto-Soudal                | 20 point         |                  |
| 8.               | Domenico Pozzovivo   | NTT Pro Cycling             | 20 point         |                  |
| 9.               | Larry Warbasse       | AG2R La Mondiale            | 20 point         |                  |
| 10.              | Kilian Frankiny      | Groupama-FDJ                | 20 point         |                  |

#### Bedste unge rytter
| Ungdomskonkurrence | Ungdomskonkurrence     | Ungdomskonkurrence    | Ungdomskonkurrence | Ungdomskonkurrence |
| Rytter             | Rytter                 | Hold                  | Tid                |                    |
| ------------------ | ---------------------- | --------------------- | ------------------ | ------------------ |
| 1.                 | João Almeida           | Deceuninck-Quick Step | 49t 21' 46"        |                    |
| 2.                 | Jai Hindley            | Team Sunweb           | + 1' 19"           |                    |
| 3.                 | Brandon McNulty        | UAE Team Emirates     | + 2' 39"           |                    |
| 4.                 | Tao Geoghegan Hart     | Ineos Grenadiers      | + 2' 45"           |                    |
| 5.                 | James Knox             | Deceuninck-Quick Step | + 5' 56"           |                    |
| 6.                 | Sergio Samitier        | Movistar Team         | + 8' 43"           |                    |
| 7.                 | Aurélien Paret-Peintre | AG2R La Mondiale      | + 19' 02"          |                    |
| 8.                 | Matteo Fabbro          | Bora-Hansgrohe        | + 23' 04"          |                    |
| 9.                 | Sam Oomen              | Team Sunweb           | + 23' 30"          |                    |
| 10.                | Attila Valter          | CCC Team              | + 24' 36"          |                    |

#### Holdkonkurrencen
| Holdkonkurrence | Holdkonkurrence       | Holdkonkurrence | Holdkonkurrence |
| Hold            | Hold                  | Tid             |                 |
| --------------- | --------------------- | --------------- | --------------- |
| 1.              | Ineos Grenadiers      | 148t 03' 33"    |                 |
| 2.              | Deceuninck-Quick Step | + 8' 16"        |                 |
| 3.              | Team Sunweb           | + 9' 39"        |                 |
| 4.              | Bora-Hansgrohe        | + 17' 46"       |                 |
| 5.              | Bahrain McLaren       | + 34' 37"       |                 |
| 6.              | Movistar Team         | + 40' 11"       |                 |
| 7.              | Trek-Segafredo        | + 43' 35"       |                 |
| 8.              | Astana                | + 55' 04"       |                 |
| 9.              | CCC Team              | + 1t 02' 07"    |                 |
| 10.             | AG2R La Mondiale      | + 1t 10' 16"    |                 |

## Udgåede ryttere
- Alexander Cataford (Israel Start-Up Nation) – gennemførte ikke.